# Peracense

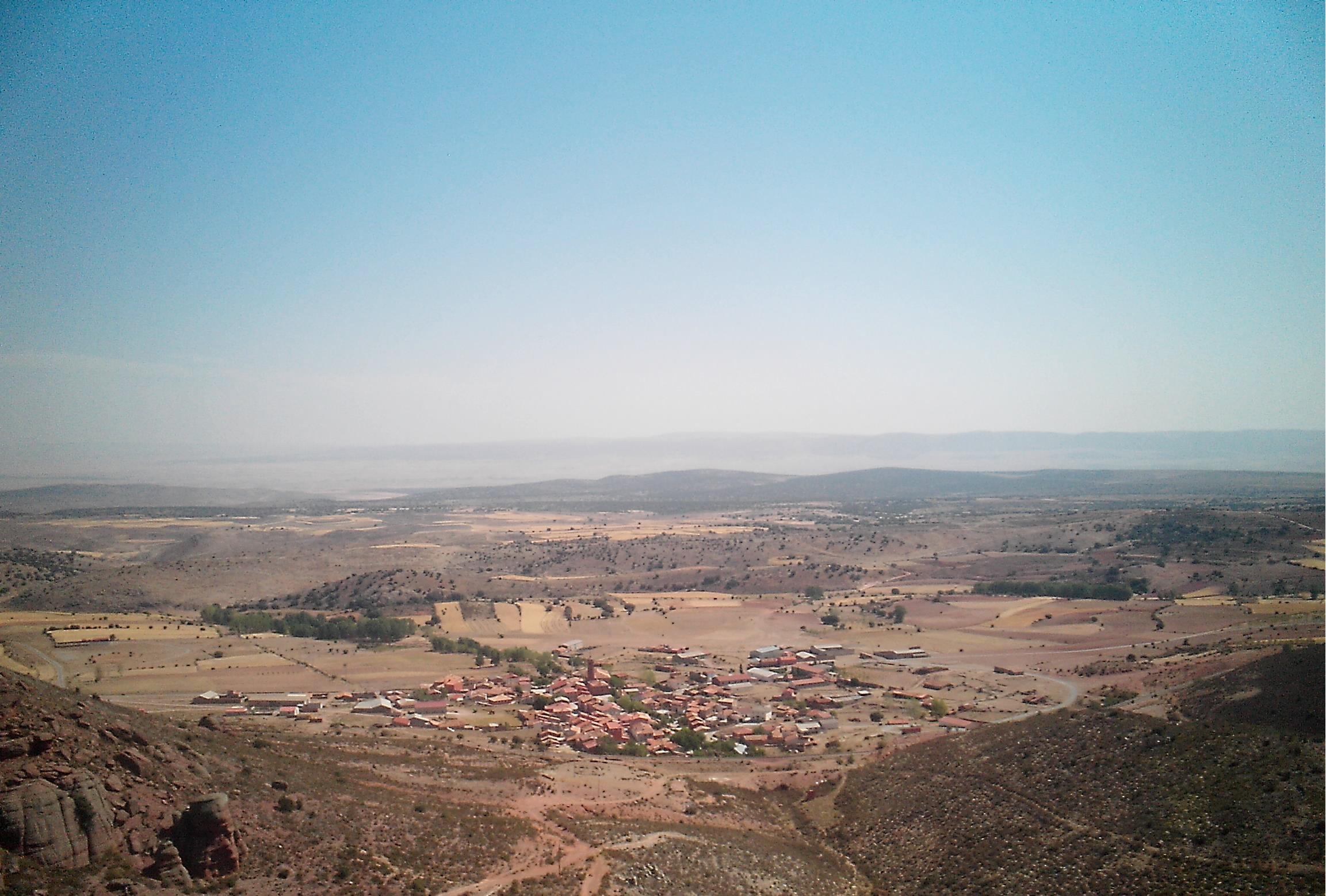
Peracense

Peracense là một đô thị trong tỉnh Teruel, Aragon, Tây Ban Nha. Dân số 98, diện tích 29 km² và mậ độ 3,4.
40°38′B 1°28′T / 40,633°B 1,467°T